# (473142) 2015 KH6
(473142) 2015 KH6 es un asteroide perteneciente al cinturón de asteroides, descubierto el 26 de agosto de 2011 por el equipo del Spacewatch desde el Observatorio Nacional de Kitt Peak, Arizona, Estados Unidos.

## Designación y nombre
Designado provisionalmente como 2015 KH6.

## Características orbitales
2015 KH6 está situado a una distancia media del Sol de 3,116 ua, pudiendo alejarse hasta 3,288 ua y acercarse hasta 2,945 ua. Su excentricidad es 0,055 y la inclinación orbital 8,881 grados. Emplea 2009 días en completar una órbita alrededor del Sol.

## Características físicas
La magnitud absoluta de 2015 KH6 es 16,2.